# Sujirat Pookkham
Sujirat Pookkham (Chiang Rai, 15 marzo 1986) è una giocatrice di badminton paralimpica tailandese.
È campionessa mondiale di singolare femminile nel 2009. Sujirat ha gareggiato per la Thailandia alle Paralimpiadi estive del 2020, dove ha vinto una medaglia d'argento nell'evento singolare femminile WH1 e un'altra medaglia di bronzo nell'evento doppio femminile WH1–WH2.

## Palmarès

### Giochi paralimpici
| Anno | Manifestazione                | Sede  | Evento                   | Risultato | Note                      |
| ---- | ----------------------------- | ----- | ------------------------ | --------- | ------------------------- |
| 2020 | XVI Giochi paralimpici estivi | Tokyo | Singolo femminile WH1    | Argento   |                           |
| 2020 | XVI Giochi paralimpici estivi | Tokyo | Doppio femminile WH1–WH2 | Bronzo    | partner: Amnouy Wetwithan |

### Mondiali
| Anno | Manifestazione                   | Sede             | Evento            | Risultato | Note                       |
| ---- | -------------------------------- | ---------------- | ----------------- | --------- | -------------------------- |
| 2009 | Campionati mondiali di badminton | Seoul            | Singolo femminile | Oro       |                            |
| 2009 | Campionati mondiali di badminton | Seoul            | Doppio femminile  | Argento   | partner: Amnouy Wetwithan  |
| 2013 | Campionati mondiali di badminton | Dortmund         | Doppio misto      | Oro       | partner: Jakarin Homhual   |
| 2013 | Campionati mondiali di badminton | Dortmund         | Doppio femminile  | Argento   | partner: Karin Suter-Erath |
| 2013 | Campionati mondiali di badminton | Dortmund         | Singolo femminile | Bronzo    |                            |
| 2015 | Campionati mondiali di badminton | Stoke Mandeville | Doppio femminile  | Oro       | partner: Amnouy Wetwithan  |
| 2015 | Campionati mondiali di badminton | Stoke Mandeville | Doppio misto      | Bronzo    | partner: Dumnern Junthong  |
| 2017 | Campionati mondiali di badminton | Ulsan            | Doppio femminile  | Argento   | partner: Amnouy Wetwithan  |
| 2017 | Campionati mondiali di badminton | Ulsan            | Singolo femminile | Bronzo    |                            |
| 2019 | Campionati mondiali di badminton | Basilea          | Doppio femminile  | Argento   | partner: Amnouy Wetwithan  |
| 2019 | Campionati mondiali di badminton | Basilea          | Singolo femminile | Argento   |                            |
| 2024 | Campionati mondiali di badminton | Pattaya          | Singolo femminile | Argento   |                            |
| 2024 | Campionati mondiali di badminton | Pattaya          | Doppio femminile  | Bronzo    | partner: Amnouy Wetwithan  |

### Giochi para-asiatici
| Anno | Manifestazione       | Sede      | Evento            | Risultato | Note                      |
| ---- | -------------------- | --------- | ----------------- | --------- | ------------------------- |
| 2010 | Giochi para-asiatici | Guangzhou | Singolo femminile | Bronzo    |                           |
| 2014 | Giochi para-asiatici | Incheon   | Doppio femminile  | Argento   | partner: Amnouy Wetwithan |
| 2014 | Giochi para-asiatici | Incheon   | Doppio misto      | Bronzo    | partner: Dumnern Junthong |
| 2018 | Giochi para-asiatici | Giacarta  | Singolo femminile | Argento   |                           |
| 2018 | Giochi para-asiatici | Giacarta  | Doppio femminile  | Argento   | partner: Amnouy Wetwithan |
| 2022 | Giochi para-asiatici | Hangzhou  | Singolo femminile | Argento   |                           |
| 2022 | Giochi para-asiatici | Hangzhou  | Doppio femminile  | Bronzo    | partner: Amnouy Wetwithan |

### Campionati para-asiatici di badminton
| Anno | Manifestazione           | Sede    | Evento            | Risultato | Note                      |
| ---- | ------------------------ | ------- | ----------------- | --------- | ------------------------- |
| 2012 | Campionato para-asiatici | Yeoju   | Singolo femminile | Oro       |                           |
| 2012 | Campionato para-asiatici | Yeoju   | Doppio femminile  | Argento   | partner: Piyawan Thinjun  |
| 2012 | Campionato para-asiatici | Yeoju   | Doppio misto      | Bronzo    | partner: Jakarin Homhual  |
| 2016 | Campionato para-asiatici | Pechino | Doppio femminile  | Argento   | partner: Amnouy Wetwithan |
| 2016 | Campionato para-asiatici | Pechino | Singolo femminile | Bronzo    |                           |

### Campionati para-asiatici del sud est
| Anno | Manifestazione                               | Sede         | Evento            | Risultato | Note |
| ---- | -------------------------------------------- | ------------ | ----------------- | --------- | ---- |
| 2011 | Badminton ai campionati del sud est asiatico | Surakarta    | Singolo femminile | Argento   |      |
| 2015 | Badminton ai campionati del sud est asiatico | Singapore    | Singolo femminile | Argento   |      |
| 2017 | Badminton ai campionati del sud est asiatico | Kuala Lumpur | Singolo femminile | Argento   |      |